# As-Sadi
As-Sadi (arab. الثدي) – wieś w Syrii, w muhafazie Aleppo, w dystrykcie Afrin. W 2004 roku liczyła 392 mieszkańców.